# Heidy Bermúdez
Heidy Bermúdez Sierra (Ibagué, 4 de junio de 1981) es una actriz de televisión colombiana.

## Filmografía

### Televisión
| Año       | Título                     | Papel                                                         |
| --------- | -------------------------- | ------------------------------------------------------------- |
| 2019      | El man es Germán           | Jasbleidy Cardozo 'Chiquita brava' / Luciana de las Estrellas |
| 2015      | Esmeraldas                 | Adelaida                                                      |
| 2013-2014 | 5 Viudas Sueltas           | Yidis Leon                                                    |
| 2010-2012 | El man es Germán           | Jasbleidy Cardozo 'Chiquita brava'                            |
| 2009-2010 | Las detectivas y el Víctor | Jasbleidy Cardozo 'Chiquita brava'                            |
| 2007-2008 | La marca del deseo         | María Canela Santibañez                                       |
| 2003-2004 | A.M.A. La Academia         | Catherine                                                     |
| 2000      | Pandillas, guerra y Paz    | Natalia                                                       |